# Lepanus glaber
Lepanus glaber là một loài bọ cánh cứng trong họ Bọ hung (Scarabaeidae).